# Jalovec, Prievidza
Jalovec este o comună slovacă, aflată în districtul Prievidza din regiunea Trenčín, pe malul râului Handlovka⁠(d). Localitatea se află la altitudinea de 348 m deasupra n.m., se întinde pe o suprafață de 6,02 km2 și în 2017 număra 578 de locuitori.

## Istoric
Localitatea Jalovec este atestată documentar din 1430.

## Demografie
| An:                | 1994 | 2004   | 2014   | 2024   |
| ------------------ | ---- | ------ | ------ | ------ |
| Număr de persoane: | 526  | 561    | 585    | 591    |
| Diferență:         |      | +6,65% | +4,27% | +1,02% |

| An:                | 2023 | 2024   |
| ------------------ | ---- | ------ |
| Număr de persoane: | 582  | 591    |
| Diferență:         |      | +1,54% |